# Melanolophia commaculata
Melanolophia commaculata là một loài bướm đêm trong họ Geometridae.